# Ostopovice
Ostopovice (en allemand : Wostopowitz) est une commune du district de Brno-Campagne, dans la région de Moravie-du-Sud, en République tchèque. Sa population s'élevait à 1 802 habitants en 2020.

## Géographie
Ostopovice se trouve à 8 km au sud-ouest Brno et à 183 km au sud-est de Prague.
La commune est limitée par Brno au nord et à l'est, par Moravany au sud-est, par Nebovidy au sud et au sud-ouest, par Střelice au sud-ouest, et par Troubsko à l'ouest.

## Histoire
La première mention écrite de la localité date de 1237.

## Transports
Ostopovice est desservie par l'autoroute D1 (sortie  190), qui relie Prague à la frontière polonaise en passant par Brno et Ostrava.